# Henka Johansson
Henka Johansson (Karlskoga, 28 febbraio 1973) è un batterista svedese.
È il batterista della band rapcore Clawfinger. È stato anche il batterista degli Emigrate, progetto collaterale avviato da Richard Kruspe, chitarrista dei Rammstein, nel 2006.

## Biografia
Henka Johansson ricevette la sua prima batteria all'età di 4 anni.